# Cliente su cliente
Cliente su cliente è il primo album in studio da solista del rapper italiano Chicoria, pubblicato il 17 Novembre 2020.

## Tracce
1. Calla te la manno (feat. Mr. P) – 3:47
2. Sotto controllo – 3:39
3. Cade la notte (feat. Mr. P, Shadowbitch) – 3:41
4. Domino degli eventi (feat. 1Zuckero, Zinghero, Mr. P) – 4:19
5. Sull'attenti (feat. Mr. P) – 3:48
6. Figuramose senza (feat. Zinghero) – 2:19
7. Chicoria vs Metal Carter (feat. Metal Carter) – 2:51
8. Non scherzo (feat. Mr. P) – 3:29
9. Quello che voglio (feat. Mr. P, Shadowbitch) – 3:23
10. Skit – 1:06
11. La posta in gioco (feat. 1Zuckero, Zinghero) – 3:50
12. Crepa! – 4:07
13. Truceklan è il crew (feat. Metal Carter, Mr. P) – 3:09
14. Sangue negli occhi – 3:12
15. La borgata t'azzitta (feat. 1Zuckero, Zinghero) – 3:17
16. O.D.I.O. (feat. Cole) – 4:26
17. Se tornerai (feat. Julia Lenti) – 4:14
18. Combattemose Roma (feat. Mr. P) – 3:14
19. How we living (feat. Duke Montana) – 3:17
20. Ormai (feat. Zinghero) – 4:01